# كولن باكستر
كولن باكستر (بالإنجليزية: Colin Baxter)‏ هو لاعب كرة قدم أمريكية أمريكي، ولد في 31 يوليو 1987 في رولينغ هيلس في الولايات المتحدة.

## وصلات خارجية
- كولن باكستر على موقع مرجع كرة القدم المحترفة.كوم (الإنجليزية)